# Poolerebia
De poolerebia (Erebia polaris) is een vlinder uit de onderfamilie Satyrinae van de familie Nymphalidae, de vossen, parelmoervlinders en weerschijnvlinders.
De poolerebia komt voor in het uiterste noorden van Noorwegen en Finland. De vlinder vliegt op hoogtes tot 200 meter boven zeeniveau. De soort leeft meestal op vochtig grasland en in mindere mate in droog grasland en ruderaal terrein.
De soort vliegt in een jaarlijkse generatie in de maand juli. De vlinder heeft een spanwijdte van 34 tot 40 millimeter. De rupsen overwinteren tweemaal. De waardplanten van de poolerebia zijn Milium effusum (bosgierstgras) en Poa palustris (moerasbeemdgras).